# Vlčnov

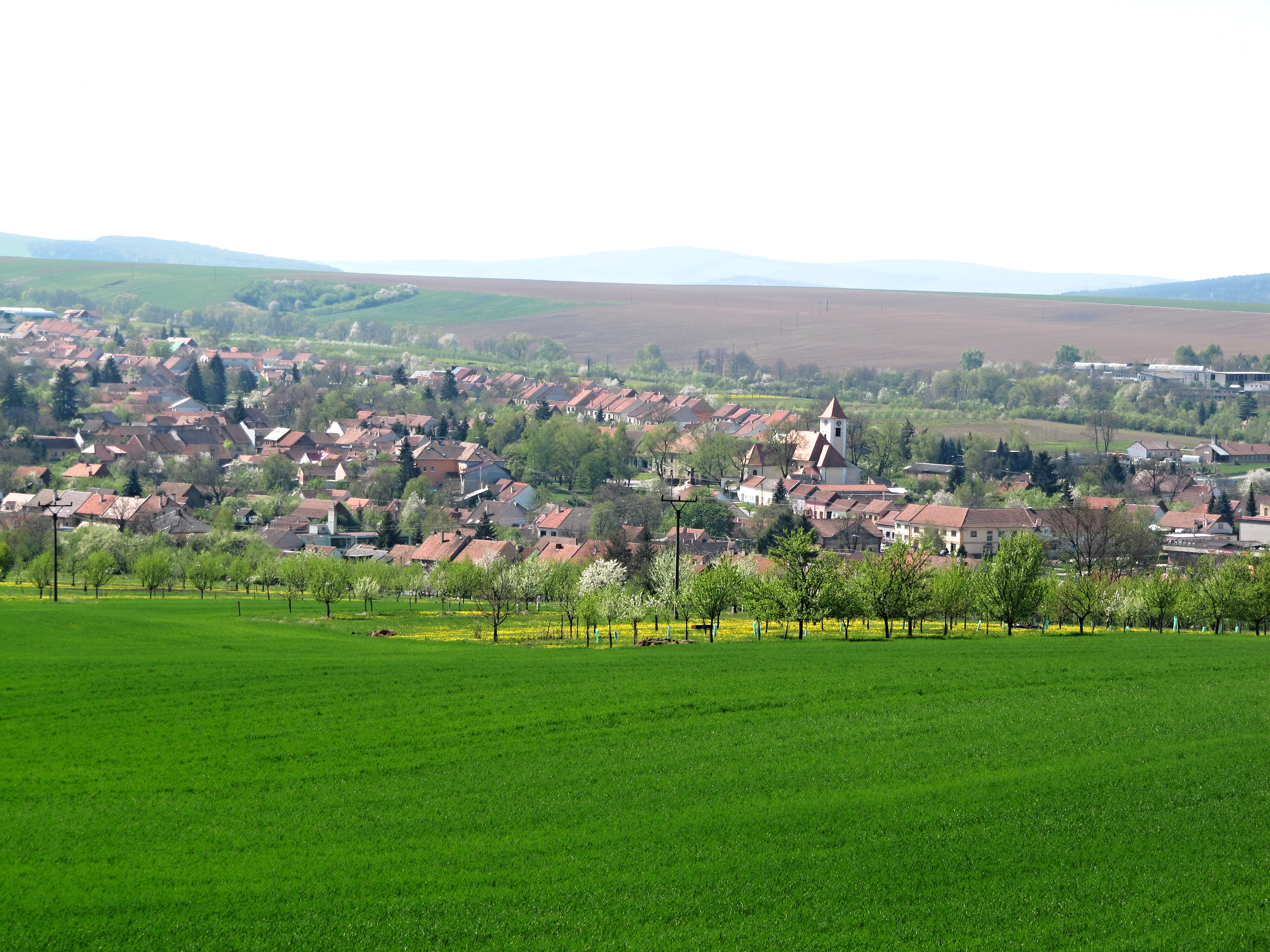
Vlčnov

Vlčnov (deutsch Wiltschnau, älter Hauerschilt) ist eine Gemeinde im Okres Uherské Hradiště in Tschechien. Sie befindet sich zwölf Kilometer südöstlich von Uherské Hradiště und gehört zur Region Zlínský kraj.

## Geschichte
Vlčnov wurde erstmals 1264 urkundlich erwähnt. Archäologischen Ausgrabungen weisen jedoch darauf hin, dass das Gebiet bereits vorher besiedelt war. Seit dem 13. Jahrhundert war der Ort im Besitz der Herren von Riesenburg, die hier eine Festung erbauten. Später war Vlčnov ein markgräfliches Lehen des Jobst von Mähren. Nach den Hussitenkriegen erwarb Burian von Vlčnov weitere Ländereien und 1449 die Burg Světlov, die neben Vlčnov sein Familiensitz wurde. Dieses Geschlecht verwendete noch bis Mitte des 16. Jahrhunderts das Prädikat „von Vlčnov“.
1506 erwarb Vlčnov Johann von Kunowitz. Seit diesem Zeitpunkt ist die Geschichte des Dorfes eng mit der von Uherský Brod verbunden, das Sitz der Herren von Kunowitz war. Vlčnov wurde unter ihnen aber auch eine einfache Gemeinde ohne besondere Privilegien.
Wie auch andere Gemeinden in der Mährischen Slowakei war Vlčnov ursprünglich eine rein landwirtschaftlich geprägtes Dorf, in dem jedes Gebäude und jeder Hof mit dem dazugehörigen Grundstück eine selbständige landwirtschaftliche Einheit waren. Eine der Pflichten der Vlčnover Untergebenen gegenüber der Obrigkeit war die Abgabe von Naturalien am Tag des Hl. Georg und des Hl. Wenzels.
Im 16. und 17. Jahrhundert wurden die Weinanbauflächen erweitert. Den größten Aufschwung gab es Mitte des 17. Jahrhunderts, als die Gesamtfläche der bewirtschafteten und verwilderten Weinberge 95 Hektar betrug. An Stelle der verwilderten Weinberge, auf dem Mäuseberg (Myší hora) wurde ein Wildpark angelegt, der den Hügel bedeckte. Hier ließ Wenzel Robert von Kaunitz zwischen 1903 und 1905 das Schloss Pepčín errichten; 1981 wurde es abgerissen. 1861 wurde in der Gemeinde eine Schule gebaut, 1921 eine Bürgerschule.
Das Leben der Bewohner von Vlčnov war geprägt von zahlreichen Kriegen und Streifzügen. Teilweise wurde dadurch die blühende Landschaft in eine Wildnis verwandelt. 1663 während des Dreißigjährigen Krieges wurde das Dorf nach einem Überfall der Tataren geplündert und niedergebrannt. Ähnliche Überfälle erlebten die Bewohner von Vlčnov im Jahre 1866 im Deutschen Krieg bei der Belagerung durch Preußische Truppen und letztmals am Ende des Zweiten Weltkriegs 1945.

## Gegenwart

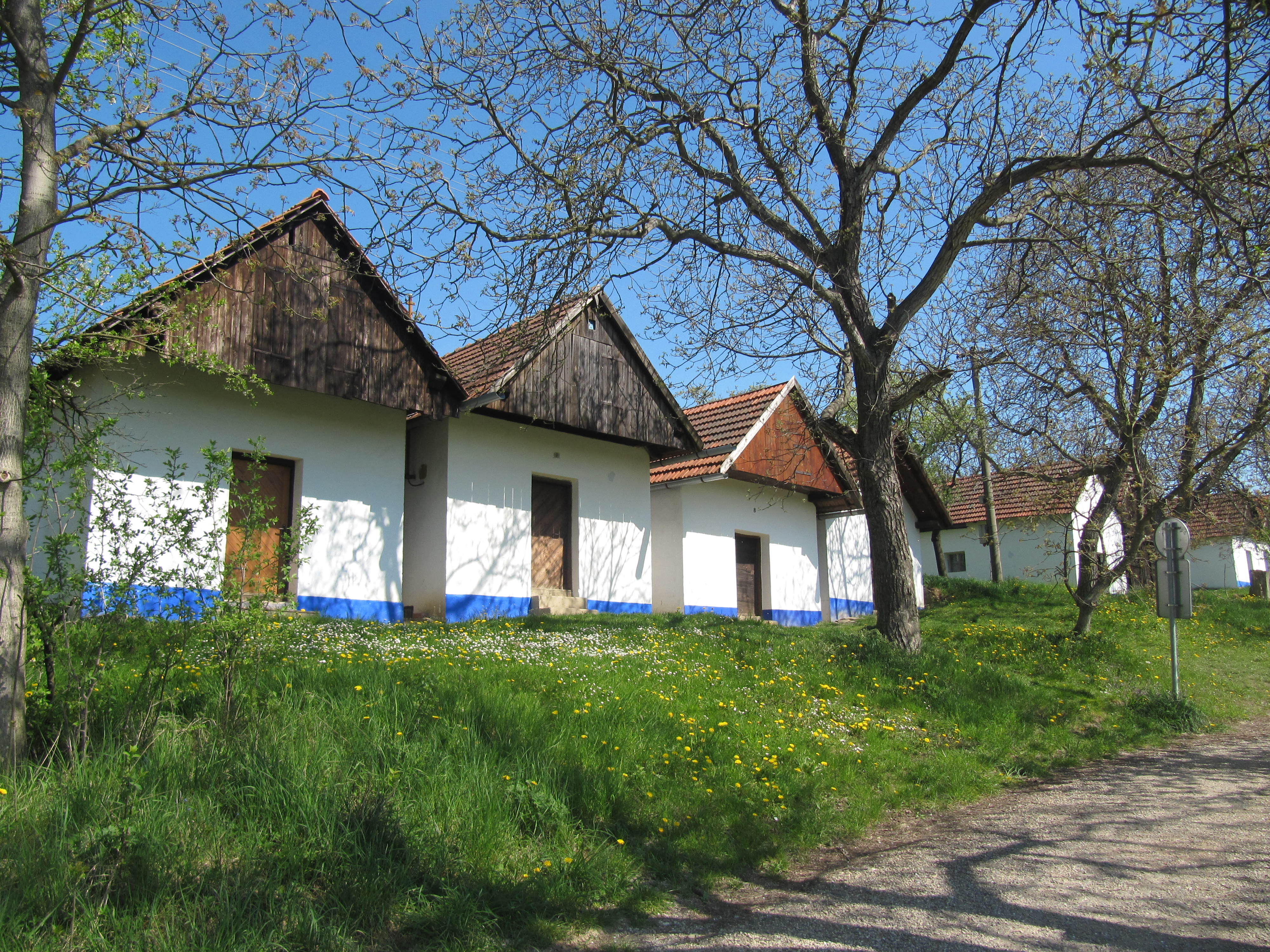
Vlčnover Weinbauden

Wirtschaftlichen Schwerpunkt bildet die Landwirtschaft. Der größte Teil der Einwohner pendelt jedoch in die umliegenden Städte zur Arbeit. Vlčnov ist ein bedeutendes kulturelles Zentrum der Volkskunst und der Folklore. Die einheimische Tracht ist in das Guinness-Buch der Rekorde eingetragen worden.
Kultureller Höhepunkt ist der alljährlich stattfindende Ritt der Könige. Volljährig gewordene junge Männer fahren mit ihrem König, der nach der Tradition ein etwa zwölfjähriger Jüngling sein soll, durch das ganze Dorf. Zusammen mit ihrem in Trachten gekleidetem Gefolge beenden sie ihre Fahrt im örtlichen Stadion. Dort findet dann ein großes Fest mit Folklore-Gruppen aus dem In- und Ausland statt.
Die Schönheit der Vlčnover Trachten begeistert Maler und Fotografen gleichermaßen. Das vielleicht bekannteste Kunstwerk, welches die Schönheit der örtlichen Trachten besingt, ist der Königsritt in Vlčnov des Malers Joža Uprka von 1897, das auch an der Weltausstellung in Paris 1912 große Anerkennung fand. Sehenswert sind auch architektonisch gut gestaltete Häuser in den nahen Weinbergen, die unter Denkmalschutz stehen. In den Weinbergen werden Reben der Sorten Müller-Thurgau, Blauer Burgunder, Blauer Portugieser und Frankovka angebaut.

## Sehenswürdigkeiten
- Pfarrkirche St. Jakobus des Älteren, erbaut 1928 nach Plänen des Architekten Vladimír Fischer, sie ersetzte einen seit dem 13. nachweislichen Vorgängerbau
- Brennereimuseum (Muzeum lidových pálenic), eröffnet im Mai 2010
- Weinbauden
- Galerie Měšťanka, eröffnet 2005 in der alten Schule